# Estación de San Nicolás (Metrorrey)
La estación San Nicolás es una de las estaciones correspondientes a la línea 2 del Metro de Monterrey, Está ubicada al norte de Av. Universidad en su cruce con la Av. Juárez en el municipio de San Nicolás de los Garza, N.L. En su acceso poniente se encuentra ubicado el Hospital General de Zona #6 y la Unidad de Medicina Familiar #31 del IMSS. La estación fue abierta al público el 1 de octubre de 2008.
Durante la ampliación de la Línea 2, se tenía planeado que la estación se llamara Juárez en honor al presidente mexicano Benito Juárez y por su cruce con la Av. Juárez, pero se decidió cambiarle el nombre por estar situada en la Zona Centro de San Nicolás de los Garza. Su símbolo es representado por la silueta de la iglesia de San Nicolás Tolentino ubicada en la cabecera municipal.
Permaneció cerrada desde la noche del 5 de diciembre de 2022, esto derivado de la clausura del tramo elevado de la línea 2 tras encontrar diversos daños estructurales en los capiteles del mismo. El servicio fue reanudado el 11 de noviembre de 2023 a la 1 de la tarde en el evento de reapertura del tramo entre las estaciones Anáhuac y Sendero.

## Conexiones
- Ruta 318 Valle del Norte: Recorre desde la estación hasta la colonia Valle del Norte en el municipio de Salinas Victoria (no confundir con la Ruta Express 318).
- Ruta 318 Pilares: Recorre desde la estación hasta la colonia Pilares municipio de Salinas Victoria.
- Ruta 613: Corre hacia el municipio de Ciénega de Flores.